# تیم سوئینی
تیم سوئینی (انگلیسی: Tim Sweeney؛ زادهٔ ۱۹۷۰) توسعه‌دهنده بازی ویدئویی و کارآفرین آمریکایی و بنیان‌گذار اپیک گیمز همچنین توسعه‌دهنده بازی فورت‌نایت است. سوئینی همچنین از طراحان موتور بازی‌سازی آنریل است. او فارغ‌التحصیل رشته مهندسی مکانیک از دانشگاه مریلند است. سوئینی یک بیلیونر است و در سال ۲۰۱۹ به فهرست فوربس ۴۰۰ پیوست.